# Володимирський юрт
Володимирська юрт — історична адміністративно-територіальна одиниця Донецького округу Області Війська Донського з центром у станиці Володимирська.
Станом на 1873 рік Володимирський юрт входить до складу Донецького округу області Війська Донського. Юрту станиці підпорядковувався єдиний хутір — Лихий. Населення — 2053 особи (1036 чоловічої статі та 1017 — жіночої), 269 дворових господарств і 18 окремих будинків.
Поселення:
- Володимировська — станиця над річкою Кундрюча за 44 версти від окружної станиці та поштової станції, 1269 осіб, 180 дворових господарств та 9 окремих будинків, у господарствах налічувалось 107 плугів, 463 коней, 359 пар волів, 1753 вівці;
- Лихий — хутір над річкою Лиха за 22 версти від окружної станиці та 3 верст від станції Лиха Воронізько-Ростовської залізниці, 784 особи, 89 дворових господарств та 9 окремих будинків, у господарствах налічувалось 50 плугів, 142 коні, 173 пари волів, 616 овець.

Станичними отаманами були:
- 1905 року — урядник Олексій Михайлович Лунченков[2].